# Herschell Gordon Lewis
Herschell Gordon Lewis (Pittsburgh, 15 giugno 1926 – Fort Lauderdale, 26 settembre 2016) è stato un regista e produttore cinematografico statunitense di genere horror e gore.
È riconosciuto dalla critica cinematografica come progenitore del genere splatter. Attivo in campo cinematografico soprattutto negli anni sessanta e '70 del secolo scorso, ha successivamente svolto prevalentemente l'attività di pubblicitario (copywriter e direct marketing) ed ha scritto una ventina di libri sull'argomento. I suoi film sono quasi tutti a basso costo e con attori quasi sconosciuti che spesso non hanno più partecipato ad altri film. La maggior parte dei suoi lavori sono inediti in Italia e quei pochi ad essere usciti sono stati distribuiti direttamente in DVD.

## Formazione
Prima di dedicarsi alla regia, svolge diversi lavori.
Dopo la laurea in giornalismo alla Northwestern University di Evanston, diviene professore di lingua inglese al Mississippi State College. In seguito, abbandona l'insegnamento per lavorare come direttore in alcune radio private.
Nel 1953, l'offerta di direzione di una televisione privata, gli sembra l'occasione giusta per entrare nel campo della pubblicità televisiva e si trasferisce a Chicago, ma, ottenuto l'impiego, le prospettive iniziali si ridimensionano notevolmente.

## Esordi
Lewis decide di avventurarsi nel campo della produzione pubblicitaria televisiva e realizza alcuni spot per la televisione e nel 1960, nella produzione e nella regia cinematografica, realizzando a proprie spese il film The Prime Time (una storia beatnik incentrata sulla relazione conturbante fra una giovane ragazza e un pittore psicotico) che si rivela economicamente redditizio.
Nel 1961, Lewis, associatosi con David E. Friedman per la produzione e la distribuzione, dirige allora Living Venus, la storia dell'ascesa e della caduta di Jack Norwall, editore della rivista per soli uomini Pagan, e di Harvey Korman, fotografo freelance della rivista. I due uomini cercando un'icona sexy per la rivista, la trovano in una barista, che viene ingaggiata e presentata come una Venere di Milo vivente. Per Korman l'incontro con la venere è l'inizio di una specie di ménage à trois (tra lui, la donna e la rivista) che si complicherà sempre più fino a precipitare nel finale.
Le prime due produzioni sono pellicole a basso costo, focalizzate su situazioni scabrose e con l'aggiunta di scene di nudo gratuite, per massimizzare l'attenzione del pubblico, ma caratterizzate anche da una attenzione all'introspezione psicologica dei personaggi e una trama complessa che non si ritroverà più nelle pellicole successive di Lewis.

## Il sodalizio con Friedman e ilsexploitation
Lewis e Friedman, dopo Living Venus, costituiscono un sodalizio che li vedrà uniti come regista e produttore per molti anni e li vedrà orientarsi con decisione verso pellicole di genere sexploitation che mischiano sesso, trash e violenza in varia misura e proporzione. L'obiettivo del duo (per stessa ammissione di Lewis) è puramente economico. Nell'arco di tre anni, dal 1960 al 1963, la coppia realizza una trentina di film, ma solo in sette sono accreditati come regista e produttore.
Il primo film realizzato congiuntamente, The Adventures of Lucky Pierre, è una commedia erotica leggera, a colori (a differenza dei primi due film di Lewis), suddivisa in brevi episodi con protagonista Lucky Pierre (Pierre il fortunato). Pierre, immaginando ossessivamente di vedere nuda ogni donna che incontra, decide di andare in cura da uno psichiatra, trovandosi coinvolto in ogni genere di avventure scollacciate.
Le successive realizzazioni sono tre film (Daughter of the Sun, Nature's Playmates, Goldilocks and the Three Bares), girati con stile documentaristico, incentrati sui campi nudisti. La trama, inconsistente, viene utilizzata come pretesto per mostrare un intreccio di avventure sessuali fra i naturisti.
Boin-n-g è una commedia che ironizza sul genere stesso di film prodotti dal duo Lewis-Friedman, raccontando le avventure tragicomiche di un produttore e un regista cinematografico privi di esperienza che tentano di girare un film erotico.
In Scum of the Earth ritornano ai temi più violenti, con la storia di una giovane ragazza ricattata da un fotografo, legato ad una gang criminale giovanile, che fa affari tramite la vendita di foto di giovani donne violentate.

## 1963: nasce il genere splatter
Nel 1963 Lewis e Friedman decidono di abbandonare il mercato sexploitation che è oramai saturo, e realizzare un film che mostri scene molto violente in maniera cruda e diretta, con grande abbondanza di sangue. Viene inventato il genere splatter.
Il film, intitolato Blood Feast, diviene subito un grande successo ed è considerato un film cult del genere.
La coppia Lewis – Friedman continua a lavorare insieme fino al 1965, quando si scioglie dopo il film Color Me Blood Red.
Lewis continua a dedicarsi al genere horror gore, con due tentativi, privi di successo, nel campo dell'animazione per ragazzi con Jimmy the Boy Wonder del 1966 e The Magic Land of Mother Goose del 1967, e ritornando, alla fine degli anni sessanta, al sexploitation con The Ecstasies of Women e Linda and Abilene.
Convintosi che il genere ha esaurito le sue possibilità, smette la carriera di regista e si dedica esclusivamente al mondo della pubblicità, fondando una società di marketing: la Communicomp.
È stato sposato due volte: dal 1951 al 1975 con Joan Lewis, dalla quale ha avuto due figli, e dal 1975 al 1989 con Yvonne Gilbert dalla quale ha avuto altri due figli.
Ritorna alla regia nel 2002, assieme all'ex socio Friedman, per realizzare Blood Feast 2, il sequel del suo maggior successo.
Nel 2010 i registi Frank Henenlotter e Jimmy Maslon raccontano la carriera di Lewis nel documentario Herschell Gordon Lewis: The Godfather of Gore.
È morto a 90 anni il 26 settembre 2016.

## Curiosità
- Nei trailer dei suoi film non vengono usati veri spezzoni presi dalla pellicola ma riprese fatte da angolazioni diverse oppure degli outtakes girati durante le prove.
- Allo stesso modo la voce fuori campo e le narrazioni di quasi tutti i suoi film, nonché le presentazioni dei trailer stessi, sono interamente opera di Lewis per ragioni di risparmio.

## Filmografia

### Regista
- Living Venus (1961)
- The Adventures of Lucky Pierre (1961)
- Daughter of the Sun (1962)
- Nature's Playmates (1962)
- Boin-n-g (1963)
- Blood Feast (Blood Feast) (1963)
- Goldilocks and the Three Bares (1963)
- Bell, Bare and Beautiful (1963)
- Scum of the Earth (1963)
- 2000 Maniacs (Two Thousand Maniacs!) (1964)
- Moonshine Mountain (1964)
- Monster a Go-Go! (1965) (non accreditato)
- Color Me Blood Red (1965)
- Sin, Suffer and Repent (1965)
- A Hot Night at the Go Go Lounge! (1966) Cortometraggio (non accreditato)
- Jimmy, the Boy Wonder (1966)
- A Taste of Blood (1967)
- The Gruesome Twosome (1967)
- Something Weird (1967)
- The Girl, the Body, and the Pill (1967)
- Blast-Off Girls (1967)
- The Magic Land of Mother Goose (1967)
- She-Devils on Wheels (1968)
- The Alley Tramp (1968)
- Suburban Roulette (1968)
- Just for the Hell of It (1968)
- How to Make a Doll (1968)
- The Ecstasies of Women (1969)
- Linda and Abilene (1969)
- Miss Nymphet's Zap-In (1970)
- The Wizard of Gore (1970)
- This Stuff'll Kill Ya! (1971)
- The Year of the Yahoo! (1971)
- Black Love (1971)
- The Gore Gore Girls (1972)
- Blood Feast 2 (Blood Feast 2: All U Can Eat) (2002)
- The Uh-Oh Show (2009)
- Herschell Gordon Lewis' BloodMania (2017) uscito postumo

### Produttore
- The Prime Time (1960)
- Living Venus (1961)
- Blood Feast (Blood Feast) (1963) (non accreditato)
- Moonshine Mountain (1964)
- Monster a-Go Go (1965)
- A Taste of Blood (1967)
- The Gruesome Twosome (1967)
- The Girl, the Body, and the Pill (1967)
- Blast-Off Girls (1967)
- She-Devils on Wheels (1968)
- Suburban Roulette (1968)
- The Alley Tramp (1968) (non accreditato)
- Just for the Hell of It (1968)
- How to Make a Doll (1968)
- Miss Nymphet's Zap-In (1970)
- The Wizard of Gore (1970)
- Stick It in Your Ear (1970)
- Black Love (1971)
- This Stuff'll Kill Ya! (1971)
- The Year of the Yahoo! (1972)
- The Gore Gore Girls (1972)

#### Produttore esecutivo
- 2001 Maniacs: Field of Screams (2010)
- The Chainsaw Sally Show (2010) Uscito in homevideo

#### Produttore associato
- The Naked Eye (1956) Documentario

### Attore
- Living Venus (1961) (non accreditato)
- Blood Feast (Blood Feast) (1963) (voce) (non accreditato)
- Goldilocks and the Three Bares (1963) (voce) (non accreditato)
- Scum of the Earth (1963) (voce) (non accreditato)
- Monster a-Go Go (1965) (voce) (non accreditato)
- Jimmy, the Boy Wonder (1966) (voce) (non accreditato)
- Something Weird (1967) (voce) (non accreditato)
- A Taste of Blood (1967) (voce)
- The Gruesome Twosome (1967) (voce) (non accreditato)
- The Alley Tramp (1968) (voce) (non accreditato)
- How to Make a Doll (1968) (voce) (non accreditato)
- The Year of the Yahoo! (1972) (voce) (non accreditato)
- Chainsaw Sally (2004)
- Book of Lore (2007) (voce) (non accreditato)
- Retardead (2008) Uscito in home video
- Psycho Holocaust (2009) (voce)
- Smash Cut (2009)
- The Uh-Oh Show (2009) (non accreditato)
- 7 Deadly Sins: Inside the Ecomm Cult (2009)
- The Gainesville Ripper (2010)
- Tonight You Die (2011)
- HG Chicken and the Chronological Order (2016) Cortometraggio televisivo
- Blood Feast (2016)
- The Curse of the Spongeman (2017)

### Sceneggiatore
- The Prime Time (1960)
- Living Venus (1961)
- The Adventures of Lucky Pierre (1961) (non accreditato)
- Daughter of the Sun (1962) (non accreditato)
- Boin-n-g (1963)
- Blood Feast (Blood Feast) (1963) (non accreditato)
- Scum of the Earth (1963)
- 2000 Maniacs (Two Thousand Maniacs!) (1964)
- Monster a-Go Go (1965)
- Color Me Blood Red (1965)
- Blast-Off Girls (1967)
- Suburban Roulette (1968)
- How to Make a Doll (1968)
- The Psychic (1968)
- The Ecstasies of Women (1969)
- Miss Nymphet's Zap-In (1970)
- Chicago 70 (1970)
- This Stuff'll Kill Ya! (1971)
- Bridger (1976) Film TV
- Ricercate Etta Pace (Wanted: The Sundance Woman) (1976) Film TV (non accreditato)
- The Wizard of Gore (2007)
- The Uh-Oh Show (2009)
- Herschell Gordon Lewis' BloodMania (2017)

### Direttore della fotografia
- The Adventures of Lucky Pierre (1961) (non accreditato)
- Daughter of the Sun (1962)
- Nature's Playmates (1962) (non accreditato)
- Boin-n-g (1963)
- Blood Feast (Blood Feast) (1963)
- Goldilocks and the Three Bares (1963)
- Bell, Bare and Beautiful (1963)
- Scum of the Earth (1963)
- 2000 Maniacs (Two Thousand Maniacs!) (1964)
- Moonshine Mountain (1964)
- Color Me Blood Red (1965)
- A Hot Night at the Go Go Lounge! (1966) Cortometraggio (non accreditato)
- Something Weird (1967)
- The Magic Land of Mother Goose (1967)
- The Alley Tramp (1968)
- The Psychic (1968)
- The Ecstasies of Women (1969)
- Linda and Abilene (1969)
- The Wizard of Gore (1970) (non accreditato)
- Black Love (1971)
- This Stuff'll Kill Ya! (1971) (non accreditato)

### Effetti speciali
- Blood Feast (Blood Feast) (1963) (non accreditato)
- The Wizard of Gore (1970)
- The Gore Gore Girls (1972)